# Johann Martin Schmidt

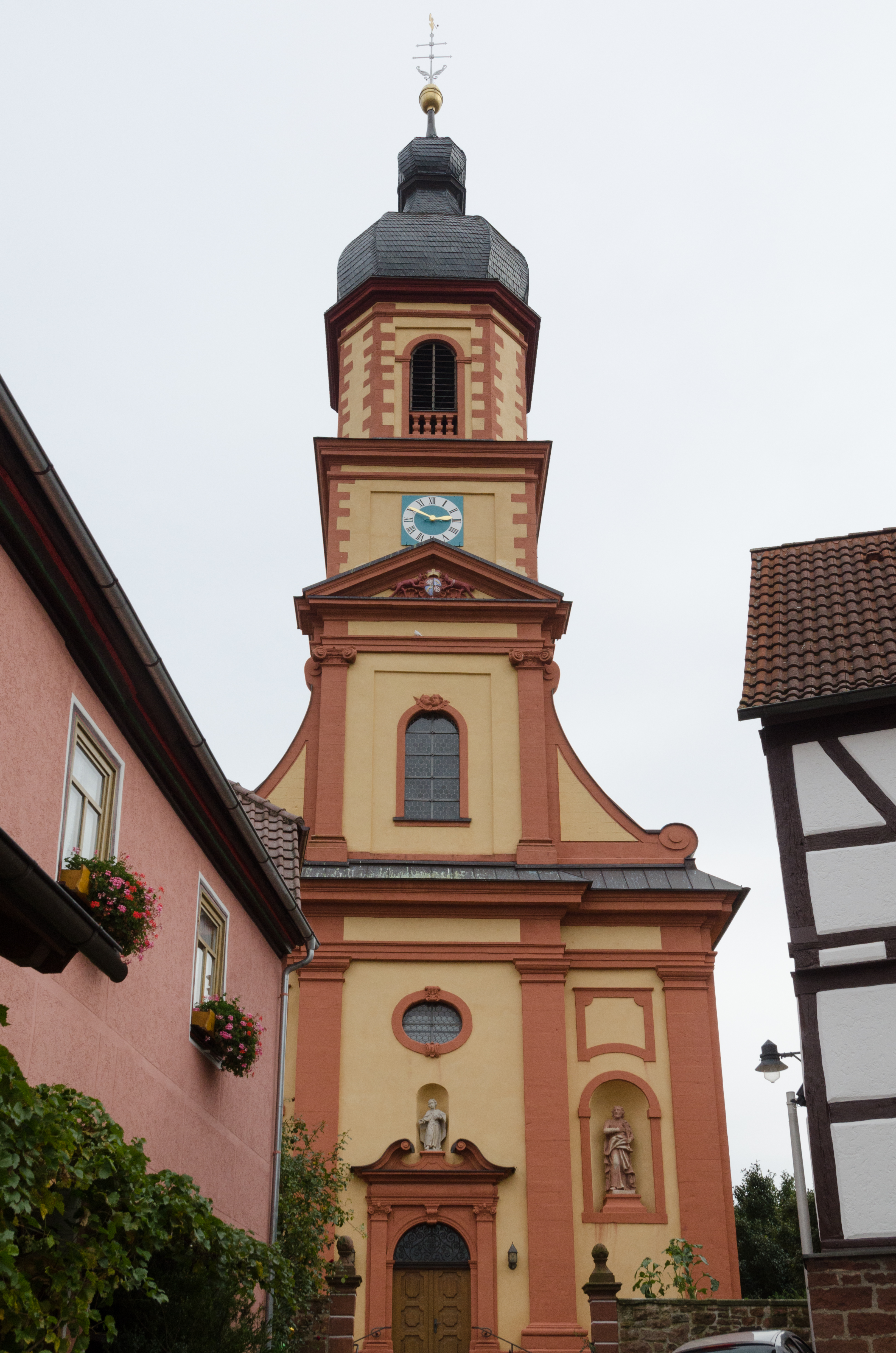
Die von Johann Martin Schmidt im Auftrag des Pfarrers Johann Philipp Janson erbaute Kirche St. Johannes der Täufer in Mönchberg

Johann Martin Schmidt (* um 1700 in Stetten bei Ellwangen; † 1763 in Miltenberg) war ein deutscher Baumeister des Barock und Rokoko.
Er zählt zum Schülerkreis von Balthasar Neumann und gilt als „der genialste Barockbaumeister am Untermain“. Von ihm stammen zahlreiche Pfarrkirchen dieser Region, u. a. in Laudenbach, die Klosterkirche in Himmelthal, die Wendelinuskapelle (1744), die Kirche St. Johannes der Täufer (1748) in Mönchberg, die Pfarrkirche St. Justinus in Alzenau (ab 1754) sowie die Kirche St. Johannes der Täufer und St. Johannes Evangelist (1759) in Schmachtenberg. Für die Amorbacher Pfarrkirche lieferte er zwei Entwürfe, die jedoch nicht zur Ausführung kamen.
An den Untermain kam er wahrscheinlich als Polier des Baumeisters Johann Jakob Rischer aus Mannheim beim Bau des Kleinheubacher Schlosses. 1732 bekam er das Bürgerrecht in Miltenberg. Kurz darauf heiratete er die Tochter des Miltenberger Steinmetzen Johann Jakob Müller. Seine Frau brachte ein beachtliches Vermögen in Form eines Wohnhauses und eines Steinbruchs mit in die Ehe und half ihrem Mann vielleicht sogar bei seiner Arbeit. Er erlangte schnell ein hohes Ansehen und wurde in Miltenberg zum Ratsherrn berufen.
Schmidt war aber nicht nur Maurermeister, sondern ein Bauunternehmer im modernen Sinn, der genügend Handwerker an der Hand hatte, um alle Gewerke durchführen zu können. Bei vielen Projekten war er als Generalunternehmer tätig, stand aber auch nur für einige Teilaufgaben zur Verfügung. Es gelang ihm, innerhalb von zehn Jahren zwölf (oder mehr) Kirchen schlüsselfertig zu bauen und dazu noch mehrere profane Aufträge auszuführen. Eine Besonderheit für die damalige Zeit war auch seine feste Zusammenarbeit mit dem Aschaffenburger Maler Jakob Konrad und dem Wörther Kunstschreiner Georg Degend.
Johann Martin Schmidt war der Großvater von Joseph Martin Kraus, der im Großväterlichen Haus in Miltenberg geboren wurde.